# Chiesa di San Vincenzo de Paoli all'Aventino
La chiesa di San Vincenzo de Paoli all'Aventino è una chiesa di Roma, nel rione Ripa, in via di Santa Maria in Cosmedin.

## Storia
La chiesa fu costruita nel 1893 dall'architetto Andrea Busiri Vici ed appartiene all'annesso convento delle Suore della carità di Jeanne-Antide Thouret.

## Descrizione
La facciata, con alte lesene di travertino, è preceduta da una doppia scala d'accesso. Un unico portale affiancato da colonne è sormontato da tre finestre, cui segue la targa dedicatoria col nome del pontefice allora regnante (papa Leone XIII) e un rosone.
L'interno si presenta a tre navate separate da colonne di marmo. Nell'abside sono poste ampie e luminose finestre a vetrate che raffigurano la vita dell'Ordine religioso e di San Vincenzo de' Paoli, cui è dedicata la chiesa.